# Winston Churchill (1940-2010)
Pour les articles homonymes, voir Churchill et Winston Churchill (homonymie).
Winston Spencer Churchill, né le 10 octobre 1940 au manoir de Chequers (Buckinghamshire) et mort le 2 mars 2010 à Londres,, est un homme politique britannique. Membre du Parti conservateur, il siège à la Chambre des communes de 1970 à 1997.

## Biographie

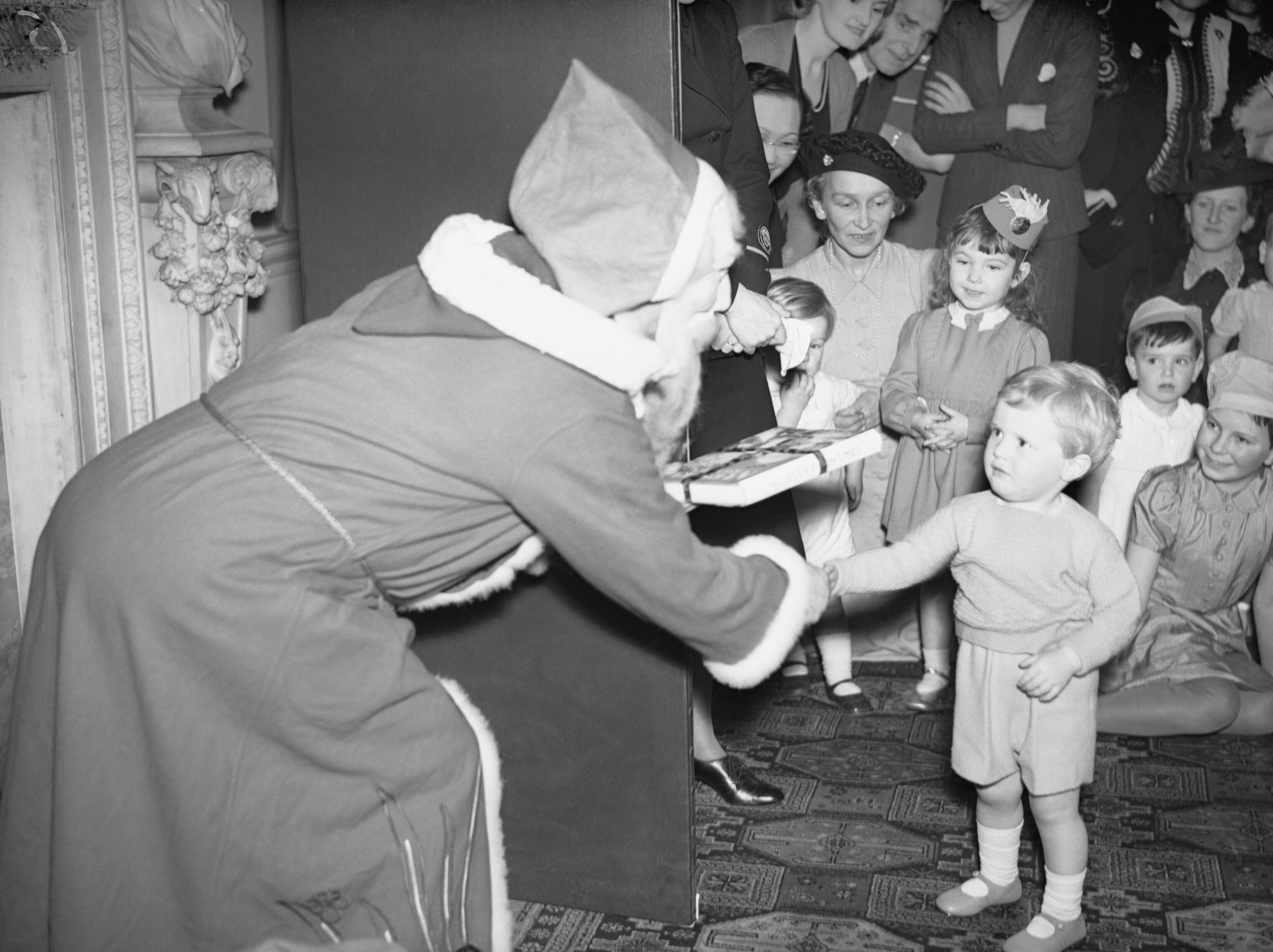
Le 17 décembre 1942, Winston Churchill Jr. (au premier plan à droite), à l'époque âgé de deux ans, reçoit des mains du Père Noël un livre de nursery rhymes lors de l'arbre de Noël de l'Amirauté, à Londres.

Petit-fils du Premier ministre Winston Churchill, qui mène le Royaume-Uni au travers de la Seconde Guerre mondiale, il est le fils de Randolph Churchill et de Pamela Digby. Il est appelé « Baby Winston » puis « Young Winston » dans la famille pour le distinguer de son grand-père.
Il étudie à Eton College puis à Christ Church, à Oxford.
Winston Churchill est journaliste, notamment au Daily Telegraph. Il couvre la guerre des Six Jours.
Il entre en politique en tant qu'assistant d'Edward Heath peu avant les élections générales de 1964. Il est membre du Parlement britannique de 1970 à 1997, sous l'étiquette conservatrice, d'abord pour la circonscription de Stretford jusqu'en 1983, puis Davyhulme. En tant que parlementaire, il siège à côté de son cousin Nicholas Soames à partir de 1983. Il rédige des ouvrages politiques et d'autres relatant ses expériences.

## Famille
En 1964, il épouse Marie Caroline d'Erlanger, née en 1940, dont il divorce en 1997 pour épouser Luce Danielson.
De son premier mariage, il a quatre enfants :
- Randolph Leonard Spencer Churchill (né en 1965) ;
- Jennie Spencer Churchill (née en 1966) ;
- Marina Spencer Churchill (née en 1967) ;
- John Gerard Averell Spencer alias Jack Churchill (né en 1975).

Il meurt chez lui, dans le quartier londonien de Belgravia, d'un cancer de la prostate en 2010.

## Publications
- First Journey, 1964
- Six Day War, 1967
- Defending the West, 1981
- Memories and Adventures, 1989
- His Father's Son, 1996
- The Great Republic, 1999
- Never Give In!: The Best of Winston Churchill's Speeches, 2003